# Those Damn Crows
Those Damn Crows (engl.: Diese verdammten Krähen) ist eine walisische Rock-Band aus Bridgend.

## Geschichte
Die Band gründete sich im Jahre 2014, als der Schlagzeuger Ronnie Huxford seinen alten Schulfreund und Sänger Shane Greenhall einlud, sich seiner Band anzuschließen. Neben Huxford gehörten noch der Gitarrist Ian Thomas und der Bassist Lloyd Wood zur Band. Wenig später komplettierte der zweite Gitarrist David Winchurch die Gruppe. Der Bandname geht auf den Vater von Ronnie Huxford zurück. Dieser wollte in seinem Garten Vögel füttern, ehe es zu einem Zwischenfall mit Krähen kam. Gleich ihre erste Single Fear of the Broken feierte auf der Website des Magazins Kerrang! ihre Premiere. Kurz darauf stellte der britische Metal Hammer seinen Lesern Those Damn Crows als „neue Band der Woche“ vor. Im Jahre 2016 nahm die Band im Rockfield Studio, wo Queen ihr Lied Bohemian Rhapsody aufnahm, ihr Debütalbum Murder and the Motive auf, das noch im gleichen Jahr in Eigenregie veröffentlicht wurde.
Es folgten viele Konzerte mit Bands wie The Quireboys, Stone Broken oder Monster Magnet sowie Festivalauftritte, bevor Those Damn Crows 2018 von Earache Records unter Vertrag genommen wurden. Am 5. Oktober 2018 wurde das erste Album mit veränderter Titelliste von Earache Records neu veröffentlicht. Ein Jahr später spielte die Band auf dem Download-Festival und arbeitete an ihrem zweiten Studioalbum. Point of No Return wurde am 7. Februar 2020 veröffentlicht und von Colin Richardson und Andy Sneap produziert. Damit hätte sich laut Sänger Shane Greenhall für die Musiker „ein Traum erfüllt“. Das Album stieg auf Platz 14 der britischen Albumcharts ein. Geplante Tourneen fielen wegen der COVID-19-Pandemie aus. Zu den wenigen Auftritten gehörte ein Konzert im Cardiff Castle im Sommer 2021.
Die Band erhielt im April 2022 in ihrer Heimatstadt den vom Bürgermeister vergebenen Citizenship Award. Im Sommer 2022 spielte die Band erneut auf dem Download-Festival. Am 17. Februar 2023 erschien das dritte Studioalbum Inhale/Exhale. Das Album wurde von Dan Weller produziert. Laut Sänger Shane Greenhall wollte die Band etwas Neues ausprobieren und entschied sich daher für einen neuen Produzenten.
Am 1. Juli 2023 traten sie für die Hollywood Vampires als Vorband auf. Im Jahr 2024 waren sie Vorband auf der gesamten Tour der Böhsen Onkelz.
Mit ihrem im April 2025 veröffentlichten vierten Studioalbum God Shaped Hole erreichte die Band erstmals Platz 1 der UK-Charts. Im Sommer 2025 begleiten Those Damned Crows Takida auf ihrer Deutschland-Tournee.

## Stil
John D. Buchanan vom Onlinemagazin Allmusic schrieb, dass Those Damn Crows „ultramelodischen Hard Rock spielen, die den Geist der 1970er und 1980er Jahre wachhält“. Das deutsche Magazin laut.de beschreibt die Musik als Alternative Rock und verglich Those Damn Crows mit Alter Bridge, Shinedown und Black Stone Cherry. Frank Thiessies vom deutschen Magazin Metal Hammer empfahl Those Damn Crows „allen Anhängern moderner bis alternativer Rock-Spielarten, die sich von der weitgehenden Talentlosigkeit transatlantischer Truppen wie Three Days Grace, Theory of a Deadman, Hinder oder Hoobastank eher gelangweilt zeigen“. Seine Kollegin Annika Eichstädt verglich die Gesangsstimme von Shane Greenhall mit David Draiman von Disturbed und Chad Kroeger von Nickelback. Andreas Schiffmann vom Onlinemagazin Musikreviews.de nannte noch Nickelback und Stone Sour als Referenzen.

## Diskografie

### Alben
| Jahr | Titel Musiklabel                   | Höchstplatzierung, Gesamtwochen, AuszeichnungChartsChartplatzierungen (Jahr, Titel, Musiklabel, Platzierungen, Wochen, Auszeichnungen, Anmerkungen) | Anmerkungen                                                                              |
| Jahr | Titel Musiklabel                   | UK | Anmerkungen                                                                              |
| ---- | ---------------------------------- | --- | ---------------------------------------------------------------------------------------- |
| 2016 | Murder and the Motive Eigenverlag  | — | Erstveröffentlichung: 2016, Wiederveröffentlichung: 5. Oktober 2018 über Earache Records |
| 2020 | Point of No Return Earache Records | UK14 (1 Wo.)UK | Erstveröffentlichung: 7. Februar 2020                                                    |
| 2023 | Inhale/Exhale Earache Records      | UK3 (1 Wo.)UK | Erstveröffentlichung: 17. Februar 2023                                                   |
| 2025 | God Shaped Hole Earache Records    | UK1 (… Wo.)UK | Erstveröffentlichung: 11. April 2025                                                     |

### Musikvideos
- 2015: Fear of the Broken
- 2016: Blink of an Eye
- 2019: Set in Stone
- 2020: Go Get It
- 2021: Sick of Me
- 2022: Wake Up (Sleepwalker)
- 2022: Man on Fire
- 2022: This Time I’m Ready
- 2023: Takedown
- 2024: Glass Heart